# Fischbach (Luxemburg)
Fischbach (luxemburgisch Fëschbechⓘ) ist eine Gemeinde im Großherzogtum Luxemburg und liegt im Kanton Mersch.

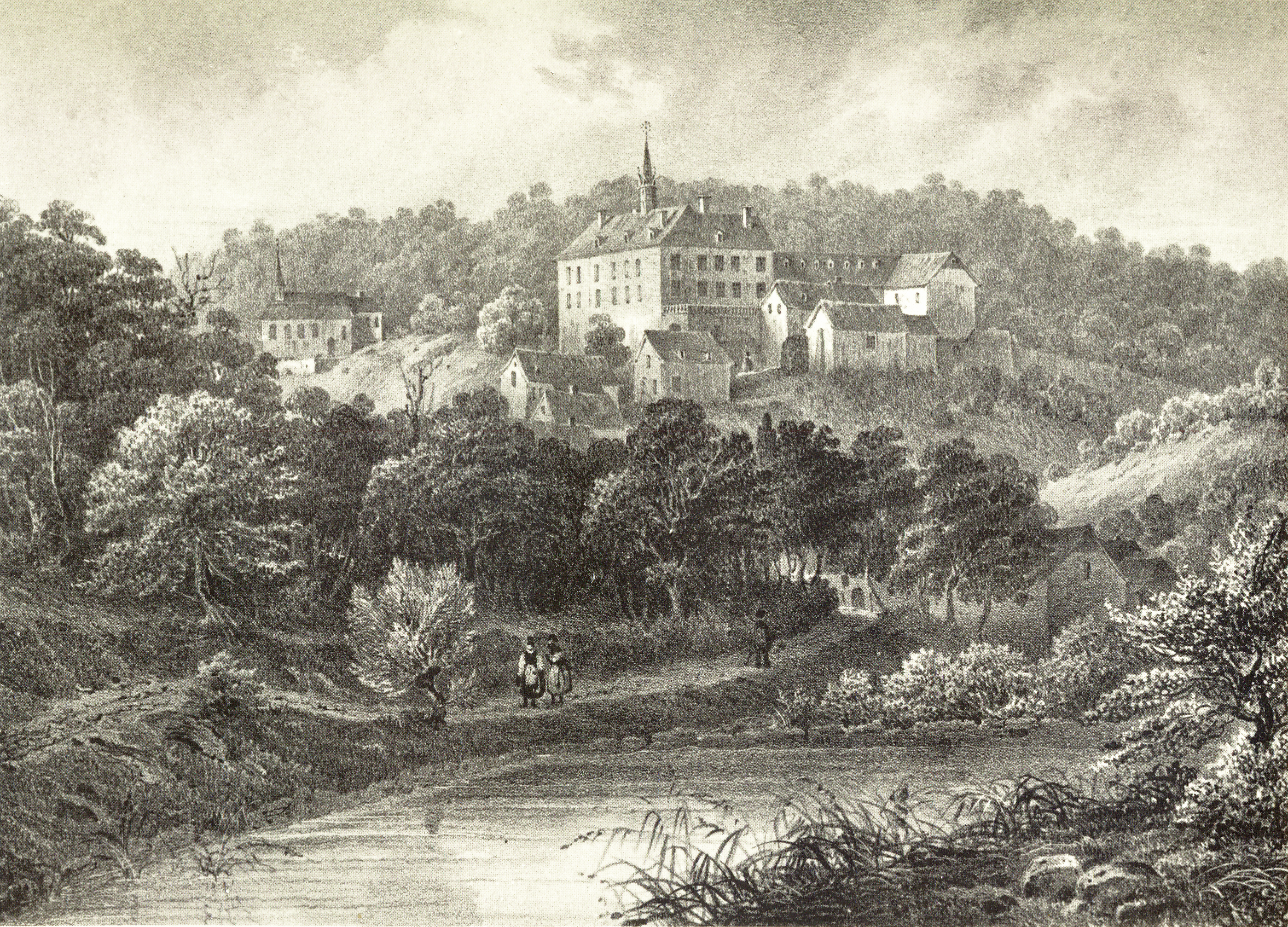
Schloss Fischbach (um 1834)

Die neugotische Kirche liegt am höchsten Punkt des Dorfes und bietet aus der Ferne einen markanten Anblick. 
Oberhalb des Ortes liegt ein Schloss des Großherzogs von Luxemburg, das von Großherzogin Charlotte und – nach seiner Abdankung im Jahr 2000 – bis zu seinem Tod von ihrem Sohn Jean bewohnt wurde. Heute lebt Erbgroßherzog Guillaume mit seiner Familie im Schloss.

## Zusammensetzung der Gemeinde
Fischbach besteht aus den Ortschaften:
- Angelsberg,
- Fischbach,
- Ködingen,
- Schiltzberg,
- Schoos,
- Stuppicht,
- Weyer.